# Pervomaïske
Pervomaïske (en ukrainien : Первомайське, en russe : Первомайское, Pervomaïskoïe) est un village de l'est de l'Ukraine, dans l'oblast de Donetsk, dépendant du raïon de Horlivka, et de la communauté urbaine de Snijne. Sa population s'élevait à 501 habitants en 2019.

## Géographie
Le village se situe près des sources de la rivière Olkhovtchyk, affluente du fleuve côtier Mious, qui se jette plus au sud dans la mer d'Azov. Il est assis sur le Plateau du Donets, à 234 mètres d'altitude. Il est limitrophe au nord de la ville de Snijne, et se trouve à 67 km au sud-est de la ville de Horlivka, et à 72,5 km de la ville Donetsk.